# Réunion La Première (télévision)
Pour les articles homonymes, voir Réunion La Première.
Réunion La Première est la chaîne de télévision généraliste et de radio publique française de proximité de France Télévisions diffusée dans le département d'outre-mer de La Réunion.

## Histoire de la chaîne
Michel Debré est élu député de La Réunion en 1963. Sous l’impulsion du nouveau député, l’île entre dans l’ère de la modernité marquée par l'appui très fort du député réunionnais dans la décision du gouvernement français de mai 1963 d'installer la télévision dans l'île, de même qu'aux Antilles françaises. Il est prévu de mettre en activité un émetteur de la R.T.F. près de Saint-Denis, qui desservirait 80 000 habitants afin de couvrir d'abord les zones les plus peuplées et qui serait susceptible d'extensions ultérieures. La première tranche des travaux d’installation du média coûte 150 millions de francs CFA. L’émetteur installé à la Montagne par les techniciens de la R.T.F. ne couvre que Saint-Denis et Sainte-Marie. On dénombre alors quelques centaines de téléviseurs seulement sur l’île dont le prix dépasse un mois de salaire moyen, mais les commandes affluent rapidement.
Le jeudi 24 décembre 1964 à 19h30, Alain Peyrefitte, ministre de l'Information, inaugure la station de télévision de l'O.R.T.F. à La Réunion par une allocution télévisée dans laquelle il précise qu'« avec la télévision, La Réunion est entrée dans la voie ascendante du progrès », suivie de quelques nouvelles brèves, d’un conte romantique intitulé « Violons de poche » avec Jacques Douai et Olivier Hussenot, de l’émission d’Albert Raisner Âge tendre… et tête de bois avec du yé-yé (Les Surfs, Franck Alamo, Sophie et les Missiles) et la présence de Jacques Brel, et enfin, de la Pastorale de Noël.
Le premier journal télévisé de l'île est diffusé le 4 janvier 1965 depuis le Centre d’Actualités Télévisées (CAT) du Barachois. Il ne dure qu’une dizaine de minutes et est composé de deux sujets sur la visite du ministre Alain Peyrefitte à La Réunion, l'un muet de 4 min 05 s sur l’arrivée du ministre à l’aéroport, et l'autre muet de 6 min 10 s sur sa visite de Saint-Denis. Le lendemain est diffusé le discours du ministre à la préfecture, premier sujet sonore qui dure 16 min 30 s. Le sujet sur l’éruption du Piton de la Fournaise qui a eu lieu quelques jours plus tôt, fait quant à lui 14 min 37 s. Le présentateur est le journaliste Jean Vincent-Dolor, qui en est également le rédacteur en chef. Il est ensuite rejoint par Arlette Rouvière et Henri Lebègue à la présentation. À cette époque, le personnel est entièrement recruté localement et il faudra attendre le recrutement sur concours de Memona Hintermann-Afféjee et Sulliman Banian pour que des Réunionnais d'origine commencent à obtenir une formation de journaliste en interne. Pour l’élaboration du journal télévisé, la station a accès aux dépêches de l’AFP, mais l’envoi des bandes images se faisant depuis Paris par avion, ces dernières arrivent toujours avec quelques jours de retard. Ainsi, les Réunionnais reçoivent les nouvelles nationales et internationales annoncées par le présentateur du JT avant de ne pouvoir les voir en images que quelques jours plus tard. En ce qui concerne l’actualité locale, la station ne produit que quatre sujets locaux par jour.
Le temps d'antenne quotidien se limite à trois ou quatre heures de programmes qui s'articulent autour de quelques interviews, de reportages locaux, d'émissions ou de films importés de métropole. Ces émissions pionnières ne concernent que quelques centaines de foyers. Avec un prix moyen de 100 000 francs CFA pour un écran de 56 cm, la télévision est encore synonyme de luxe.
L'équipement en récepteurs de télévision croît rapidement à la Réunion passant de 7000 en 1966 pour une population de 416 525 habitants à 25300 en 1971 pour 457 900 habitants. Durant les dix ans de l’O.R.T.F. Télévision Réunion, les dirigeants de la station mettent en œuvre un réseau d’émetteurs qui couvre l’ensemble de la bande littorale de la Réunion. La plus grande difficulté réside dans le relief escarpé de l’île qui laisse quelques zones d’ombre, en particulier dans les Hauts et dans le sud-est de l’île.
La toute première émission diffusée en créole à la télévision en 1971 est un radio crochet intitulé Bourbon y cause Bourbon y chante.
La mise en service des deux satellites Télécom 4 et Symphonie en 1974 permet à la chaîne de recevoir plus rapidement ses programmes depuis Paris et de pratiquer les premières retransmissions en direct d'événements internationaux ou de métropole.
À la suite de l'éclatement de l'O.R.T.F. en juillet 1974, les stations régionales de télévision de l’Outre-mer français sont intégrées à la nouvelle société nationale de programme France Régions 3 (FR3), nouvelle chaîne française des régions, au sein de la délégation FR3 DOM-TOM. La chaîne devient FR3-Réunion le 6 janvier 1975 et, comme chaque station régionale métropolitaine, produit et diffuse un journal télévisé régional, mais a aussi pour charge d’assurer la continuité territoriale en matière d’audiovisuel en diffusant des émissions des trois chaînes de télévision publiques métropolitaines. L'arrivée de la couleur pour la diffusion des films sur les écrans réunionnais a lieu dès 1976 sous la pression de Michel Debré qui contraint FR3 et son président Claude Contamine à engager ce lourd chantier deux ans avant toutes les autres télévisions d'outre-mer. FR3-Réunion passe complètement à la couleur le 5 juillet 1978 avec l'implantation d'une régie couleur permettant de créer des émissions locales en couleur, dont une en créole « Donne à moins la main ».
En 1979, la quasi-totalité de l’île, excepté l’écart de Grand Bassin, capte les images hertziennes de FR3-Réunion.
Le 31 décembre 1982, la chaîne prend le nom de RFO Réunion à la suite de la création de la société nationale de programmes RFO (Radio-Télévision Française d’Outre-Mer) par transfert des activités de FR3 pour l'Outre-mer. Ses missions restent inchangées, mais la nouvelle structure est dotée de son propre budget qui doit lui permettre de passer du rôle de diffuseur à celui de producteur de programmes. Durant les seize ans qui vont suivre, RFO Réunion va progressivement se doter d’équipements techniques de qualité afin de produire et diffuser de plus en plus d’émissions régionales.
Le 23 décembre 1983, un second canal de télévision est lancé pour diffuser une partie des programmes d’Antenne 2 avec un léger décalage. Il prend le nom de RFO 2 alors que le premier canal de télévision est renommé RFO 1. La publicité est introduite en 1984.
La chaîne doit affronter la concurrence de Télé Free Dom de 1986 à 1991 qui émet sur l'île sans autorisation. Pour réagir, RFO 1 commence ses programmes à midi dès 1991 avec l'émission en créole Midi à zot présentée par Jacky Grondin et Sylvie Poulain, mais doit dorénavant partager l'audience avec deux concurrentes privées nouvellement autorisées, Antenne Réunion qui ne cessera de capter des parts d'audience toujours plus importantes jusqu'à s'imposer sur les journaux télévisés au milieu des années 2000, et Canal+ Réunion.
En février 1999, RFO 1 devient Télé Réunion, à la suite de la transformation de RFO en Réseau France Outre-mer. Jusque-là épisodique, le créole réunionnais a toute sa place à l'antenne depuis 2001 avec le lancement d'un journal télévisé hebdomadaire entièrement en créole Komsaminm diffusé chaque samedi à 12h30.
La loi de réforme de l'audiovisuel no 2004-669 du 9 juillet 2004 intègre la société de programme Réseau France Outre-mer au groupe audiovisuel public France Télévisions dont dépend depuis Télé Réunion. Son président, Rémy Pflimlin, annonce le 12 octobre 2010 le changement de nom du Réseau France Outre-mer en Réseau Outre-Mer 1re pour s'adapter au lancement de la TNT en Outre-Mer. Toutes les chaînes de télévisions du réseau changent de nom pour le démarrage de la TNT le 30 novembre 2010 et Télé Réunion devient ainsi Réunion 1re le 29 novembre 2010,.Le changement de nom fait référence à la place de leader de cette chaîne sur son territoire de diffusion ainsi qu'à sa première place sur la télécommande et sa numérotation en cohérence avec les autres antennes du groupe France Télévisions. Le 1er janvier 2018, à la suite d'un procès avec la chaîne Paris Première, Réunion 1re devient Réunion La Première.
Réunion La 1re passe à la haute définition (HD) sur le satellite le 15 janvier 2020 et sur la TNT le 8 septembre 2020.

## Identité de la chaîne

### Identité visuelle
Le logo de l'O.R.T.F. Réunion Télévision est formé des quatre lettres du sigle posées horizontalement sur trois ellipses, la lettre O en son centre formant la quatrième ellipse, évoquant aussi bien des ondes radioélectriques, que le système solaire ou la course d'un électron dans un univers fermé, sous lequel est inscrit la mention Télévision. Les indicatifs d'ouverture et de fermeture d'antenne de l'O.R.T.F. Réunion animent un enchevêtrement d'ellipses sur un fond étoilé qui, pour le premier, s'ordonnent pour former le logo de la chaîne, et pour le second, se rétractent pour former une étoile qui disparaît, comme un big bang à l'envers.
Comme toutes les stations régionales de FR3, FR3-Réunion adopte le 6 janvier 1975 le nouvel habillage de la troisième chaîne nationale dont l'indicatif d'ouverture d'antenne fait figurer les neuf stations d'Outre-mer et la métropole sur une musique composée par Francis Lai.
À la suite de sa création le 31 décembre 1982, la nouvelle société nationale de programme RFO se dote d'une identité visuelle propre mettant en valeur dans son logo sa dimension mondiale et dans son ouverture d'antenne l'avance technologique de sa diffusion par satellite. L'habillage change à nouveau en 1993, en s'inspirant de celui de TF1 dans la forme rectangulaire tripartite mais en adoptant trois nouvelles couleurs, le vert pour la nature, l'orange pour la terre et le soleil et le bleu pour la mer, qui resteront celles de la chaîne jusqu'en 2005.
Tout comme RFO, Télé Réunion adopte le 23 mars 2005 l'identité corporate du groupe France Télévisions qu'elle a intégré durant l'été 2004, en utilisant le même code couleur que la chaîne France Ô, l'orange et le blanc, mais disposé sur deux trapèzes. Pour son passage sur la TNT le 30 novembre 2010, la chaîne se décline dorénavant sous le sigle « 1re » en référence à sa place de leader sur son territoire de diffusion et se dote de la même identité visuelle que les autres chaînes du groupe France Télévisions en adoptant un tapèze de couleur jaune faisant référence au soleil des territoires ultramarins.
Le 8 décembre 2017, France Télévisions dévoile les nouveaux logos de ses chaînes, qui ont été mis à l'antenne depuis le 29 janvier 2018.

Logo de O.R.T.F. Télévision Réunion du 24 décembre 1964 au 5 janvier 1975
Logo de FR3-Réunion du 6 janvier 1975 au 31 décembre 1982
Logo de RFO Réunion puis RFO 1 du 1er janvier 1983 au 4 mars 1990
Logo de RFO 1 du 4 mars 1990 au 31 janvier 1999
Logo de Télé Réunion du 1er février 1999 au 22 mars 2005
Logo de Télé Réunion du 23 mars 2005 au 29 novembre 2010
Logo de Réunion 1re du 30 novembre 2010 au 28 janvier 2018
Logo de Réunion La 1re depuis le 29 janvier 2018

### Slogans
- « Le monde est couleurs » (1993 - 1997)
- « La Télé Not Pays » (2008 - 29 novembre 2010)
- « Tous première » (29 novembre 2010 - ?)

## Audience
Réunion 1re subit depuis arrive de la TNT à la Réunion  fin 2010 une baisse d'audience (-2,2 % de part d’audience en 1 an). Malgré le fait qu'elle reste néanmoins la seconde chaîne la plus regardée sur l'île, l’état (la République Française) pourrait baisser ses subventions pour la chaîne voir en faire un simple point de relaie pour les chaines de France Télévisions (appartenant aussi à l’état Français)         

## Organisation

### Dirigeants
Directeurs régionaux :
- Bernard Guyot : 1963 - ?
- Robert Villeneuve : 1965 - 01/07/1969
- Irénée Colonne : 01/07/1969 - 1981
- Louis-Marie Cohic
- Alain Le Garrec : 07/1986 - 1987
- René Denis : 09/1987 - 04/1988
- Alain Quintrie-Lamothe : 05/1988 - 1989
- Jean-Philippe Roussy : 1989 - 1995
- Albert-Max Briand : 1995 - 03/1999
- Gora Patel : 03/1999 - 07/2002
- Dominique Richard : 07/2002 - 29/03/2005
- Gérald Prufer : 30/03/2005 - 22/09/2008
- Benoît Saudeau : 23/09/2008 - 23/05/2011
- Robert Moy : 23/05/2011 - 30/06/2012
- Gérard Christian Hoarau (intérim) : 30/06/2012 au 03/09/2012
- Gilles Vaubourg : 03/09/2012 -
- Jean-Claude Ho Tin Noé (intérim)
- Eric Baraud : 11/04/2016 - 2018
- Gora Patel : 02/07/2018 - 31/08/2021
- Frédéric Ayangma : 09/09/2021 - 06/01/2025
- Valérie Filain : 06/01/2025 -

Directeurs de l'antenne TV :
- Robert Villeneuve : 1965 - 01/07/1969
- Irénée Colonne : 01/07/1969 - 1981
- Bernard Foulquier : 1987-1990
- Gora Patel : 1996 - 03/1999
- Frédéric Bouquet-Grilli : 06/2006 - 23/04/2009
- Xavier Lambert :  24/04/2009 - 15/09/2010
- Jean-Philippe Lemée : 15/09/2010 - 02/12/2013
- Benjamin Morel : 02/12/2013 -

Rédacteurs en chef :
- Jean Vincent-Dolor : 1965 - 1981
- Jean-Philippe Roussy : 1981 - ?
- Dominique Vadel
- Henri Rohfritsch : 1988 - 1990
- Stéphane Bijoux : 1999 - 2001
- Jean-Pierre Germain
- Claude Régent : 16/12/2002 - 01/12/2004
- Alain Rodaix : 01/12/2004 - 14/02/2010
- Erwann Ponnet : 15/02/2010 - 15/03/2011
- Jean Kouchner : 20/05/2011 - 02/11/2012
- Marc Degli : 02/11/2012 - 23/09/2015
- Olivier Gelin : 23/09/2015 - 29/11/18
- Guillaume Hoair : 01/07/19 -

Directeur technique :
- François Castellon
- Thierry Jacob

Responsable des services administratifs et financiers :
- Antoine Chung-Wee
- Sylvain Guidot
- Laurent Benhayoun
- Eric Baraud
- Delphine Rougemond

Directeur des Ressources et de la Performance :
- Augustin Hoareau : 01/08/2018 - 31/08/2019

### Budget
Réunion La 1re dispose d'un budget de 18,5 millions d'euros versés par La Première et provenant pour plus de 90 % des ressources de la redevance audiovisuelle et des contributions de l'État français allouées à France Télévisions. Comme toutes les chaînes du groupe audiovisuel public, Réunion La 1re est autorisée à diffuser de la publicité entre 6h00 et 20h00, dont elle tire aussi une partie de ses ressources, plafonnées à 10 % afin de ne pas anéantir la concurrence.

### Sièges
L’O.R.T.F. Réunion est initialement installée rue du Mât-du-Pavillon à Saint-Denis jusqu'en 1970 quand elle déménage dans des bâtiments du Barachois, ancienne caserne d’artillerie, utilisée par la suite comme écurie, puis comme magasin ayant autrefois appartenu à la Compagnie des Indes et aujourd’hui en partie classé Monument historique. La station partage alors ses locaux avec les PTT. Ce bâtiment étant mal adapté pour la radio et la télévision, France Télévisions a acquis le 17 février 2010 un terrain de 6 500 mètres carrés situé le long du boulevard sud, dans le quartier de la Technopole à l’entrée est de Saint-Denis, pour y construire pour 23 millions d’euros le nouveau siège, de Réunion 1re Radio-Télé-Internet dans lequel les services de télévision du pôle ont emménagé le 5 février 2012, suivis le 26 février des services de la radio.

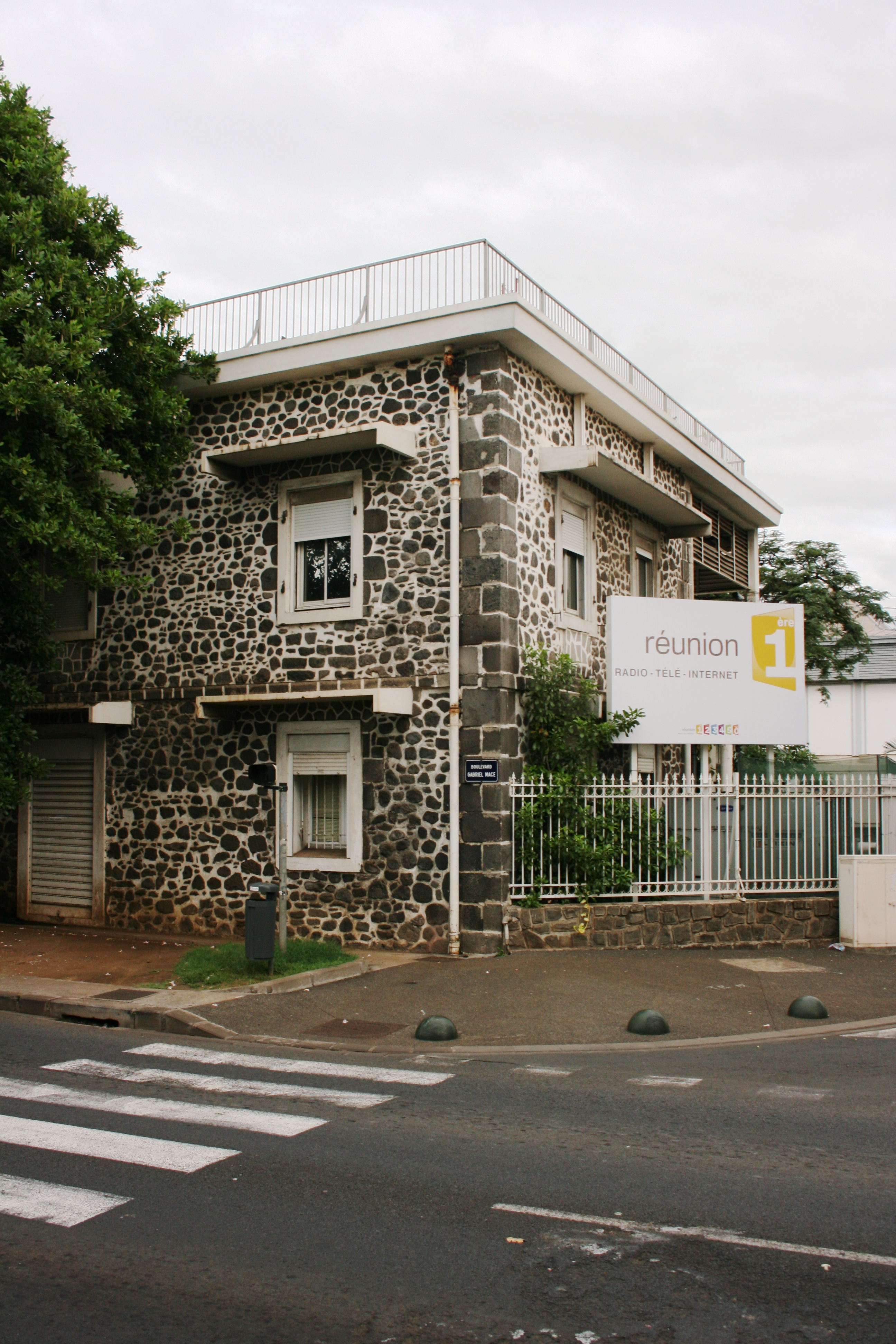
Ancien siège de Réunion 1re au 1 rue Jean Châtel au Barachois

### Missions
Les missions de Réunion La 1re sont de produire des programmes de proximité, de participer à l’interrégionalité à travers la diffusion ou la coproduction d’émissions en collaboration avec Mayotte La 1re et la télévision nationale mauricienne MBC, d'assurer une meilleure représentation de la vie sociale, culturelle, sportive, musicale et économique de l’île dans l'océan Indien et à l'international par la coproduction de magazines et par le biais de France Ô.
Réunion La 1re est membre de l'Association des Radios et Télévisions de l’Océan Indien (ARTOI), qui réunit cinq autres diffuseurs territoriaux : MBC (Maurice), ORTM (Madagascar), SBC (Seychelles), ORTC (Comores) et Mayotte La 1re.

## Programmes

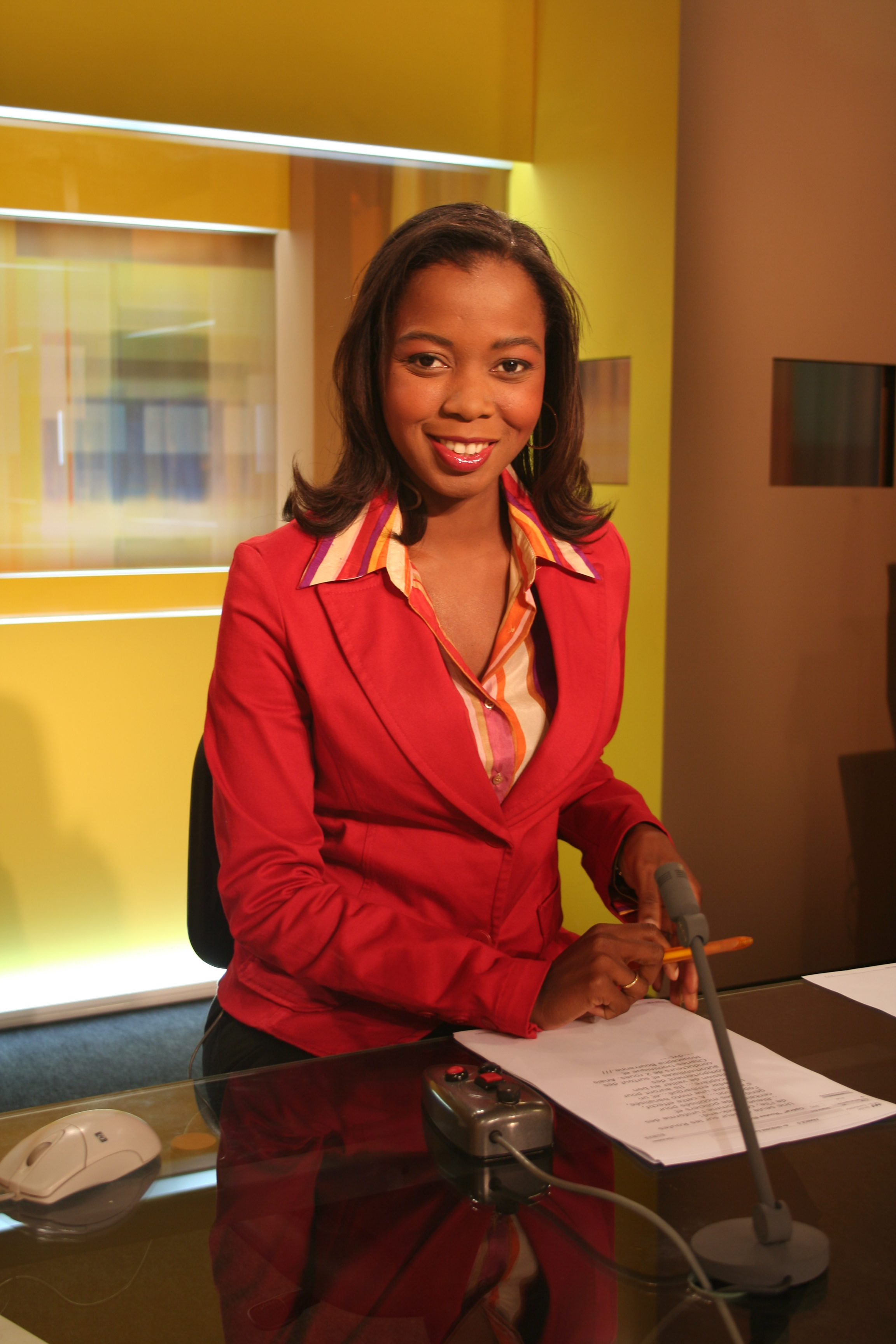
La journaliste Valérie Filain photographiée par 2512 sur le plateau du journal télévisé en septembre 2006.

Jusqu'au démarrage de la TNT en Outre-mer, les chaînes de télévision métropolitaines ne sont pas diffusées à la Réunion. Télé Réunion diffuse ainsi un programme composé de 3 heures par jour de productions propres, de programmes issus des autres stations RFO (information, magazines de RFO Paris), mais surtout de rediffusions ou de reprise en direct des programmes des chaînes du groupe France Télévisions (journaux d'information de France 2 et France 3, magazines, sport, fictions, jeux, films, divertissements et émissions pour la jeunesse), d'Arte et de producteurs indépendants.
Depuis le 30 novembre 2010 et l'arrivée des chaînes publiques métropolitaines, Réunion 1re a dû accroître ses productions propres, avec 25 % de programmes locaux en plus, donnant la priorité à la proximité et traitant des problèmes économiques et sociaux du département (émissions spéciales, débats politiques, captation de spectacles, matches de football, messe de minuit et Téléthon). La chaîne est désormais libre de choisir elle-même ses programmes et, grâce à l'augmentation de budget dont elle bénéficie, elle dispose des moyens nécessaires pour produire, coproduire et acheter. La possibilité de reprendre certains programmes des chaînes de France Télévisions reste toujours possible et les grands rendez-vous sportifs, notamment le football, le rugby, le tennis, le cyclisme sont désormais tous diffusés en direct par satellite depuis Paris.

### Émissions

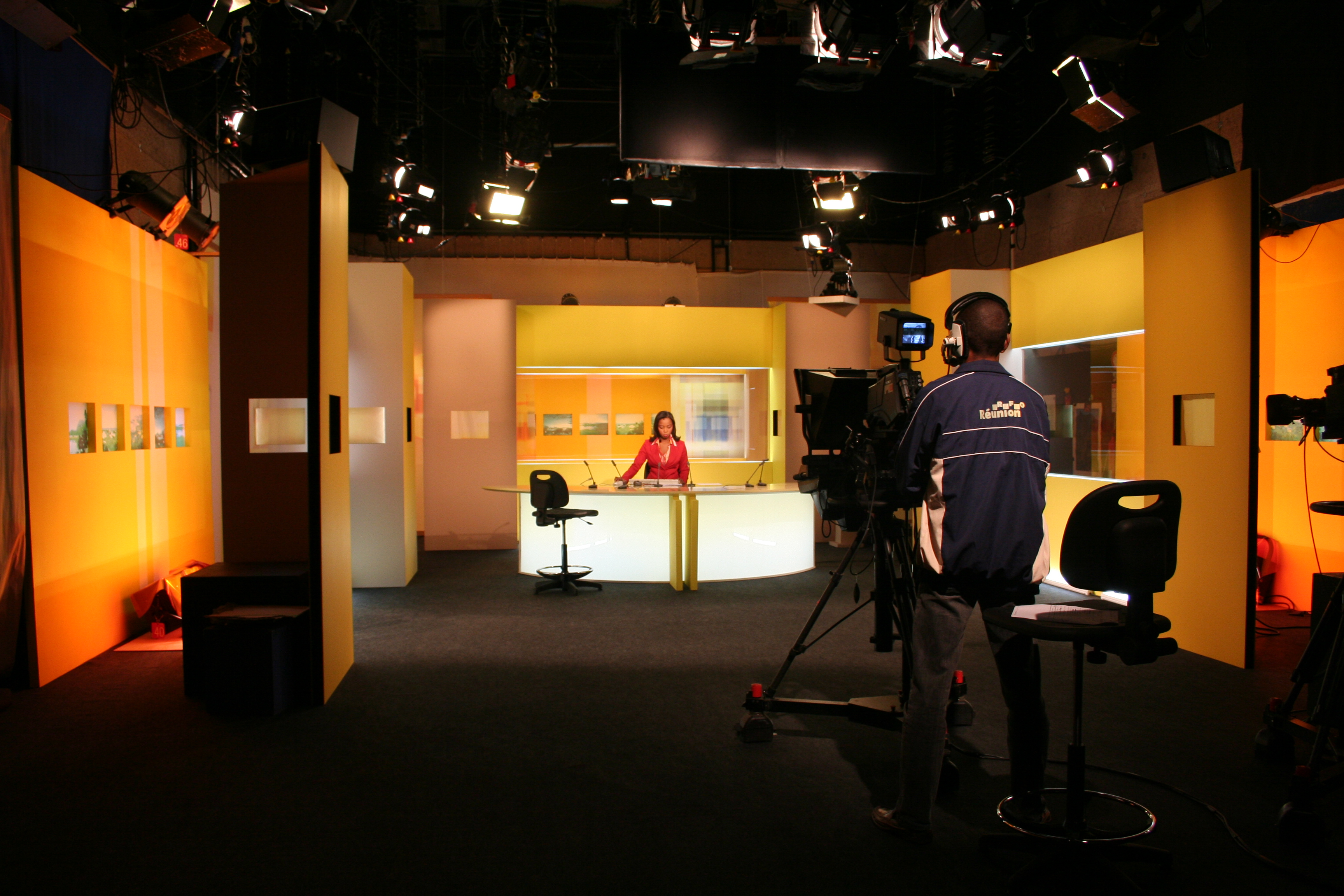
Plateau du JT de Télé Réunion en 2006

- LE 19H00 : journal télévisé quotidien en français de 40 (30 minutes pendant les vacances) diffusé chaque soir à 19h00 et proposant un panorama de l'actualité locale, nationale et internationale. Ce journal télévisé est composé de reportages de la rédaction locale et reprend des reportages sur l'actualité nationale et internationale issue des journaux de France 2 et France 3. Il est présenté par Christelle Floricourt en semaine (joker : Gaëlle Malet) et par Gaëlle Malet le weekend (joker : Céline Rolland / Stéphane Enilorac). Ce journal est rediffusé vers 23h et le lendemain à 6h heure de Paris sur France Ô, traduit en langue des signes.
- LE12H30  : Journal de la mi-journée présenté par Pascal Souprayen en semaine (joker : Nadia Tayama / Gaëlle Malet) et Gaëlle Malet le weekend (joker : Céline Rolland / Stéphane Enilorac).
- Kosa la fé : Journal télévisé en créole réunionnais diffusé chaque samedi à 12H50 présenté par Hermina Lasson et Gaëlle Malet inclut dans le 12H30.
- Infos Route : Tous les jours (sauf le samedi) vers 18h50, un point complet sur la situation routière avec les informations de la DDR[16].
- C du cinéma : Magazine hebdomadaire sur l'actualité cinématographique du département diffusé le mardi à 21h45.
- Chez Mangaye : Sitcom populaire diffusé en 2004 et 2005 et mettant en scène le comique Didier Mangaye et la comédienne Rocaya Paillet. Ce sitcom a été rediffusé en 2011/2012/2013 sur Télé Kréol
- L'amour lé dou : Mariage de candidats pour avoir une lune de miel, diffusé le vendredi à 20H00 pendant 2 mois, rediffusé le dimanche à 11H40, présenté par Rocaya Paillet.
- Gran Matin: Journal de la matinée de 6H00 à 8H00, il y a dans l'émission des jeux télévisée, l'infotrafic, un émission qui rencontre des habitants, un émission humoristique et la météo, mais depuis fin 2022/début 2023, il est en concurrence avec l'émission "6/8 Ansamn" de Antenne Réunion, l'émission reprend quasi les mêmes codes que Gran Matin.

### Audience
Réunion 1re est la deuxième télévision locale de La Réunion derrière la télévision privée Antenne Réunion qui lui a pris le leadership en 2005. Les audiences du deuxième trimestre 2012 sont les suivantes : 12,5 % de pda (part d'audience) et 29,3 % d'AC (audience cumulée). Elles représentent 15 % de pda et 32,3 % d'AC pour le second trimestre 2011. À noter que les audiences de La chaîne publique réunionnaise avant l'arrivée de la TNT en novembre 2010 (elle est alors dénommée Télé Réunion) s'élèvent à 19,6 % de pda et 42 d'AC. En deux ans, la chaîne a perdu près de 76 000 téléspectateurs passant de 271 000 à 195 000 (sources Médiamétrie).

## Diffusion
Pendant 46 ans, la chaîne de télévision publique fut diffusée sur le réseau analogique hertzien VHF et UHF SÉCAM K’ du département via 68 émetteurs TDF qui ont tous été éteints le 25 octobre 2011 vers 10 h, date du passage définitif de La Réunion au tout numérique terrestre.
Réunion La 1re est aujourd'hui diffusée dans le département de La Réunion sur le premier canal du multiplex ROM1 de la TNT sur trente-cinq émetteurs TDF au standard UHF PAL MPEG-4 et au format 16/9 en 1080i (HD) depuis le 30 novembre 2010.
Elle est aussi diffusée par satellite sur Parabole Réunion, Canalsat Réunion depuis le 17 septembre 2001, ainsi que sur La TV d'Orange, par câble via Zeop et par ADSL sur Box Mediaserv, Izi TV, OnlyBox et SFR Réunion.
La chaîne est aussi ouverte sur l'océan Indien et est donc diffusée à Maurice et reprise à Madagascar. Elle coopère techniquement avec les chaînes des Seychelles et des Comores.
La chaîne émet en HD uniquement sur la TNT et le satellite, elle est diffusée en SD sur les autres canaux.